# Pohang
Pohang (del coreano: 포항), oficialmente Ciudad de Pohang (en coreano: 포항시, Pohang-si), es una ciudad surcoreana situada en la provincia de Gyeongsang del Norte.

## Historia
Los orígenes de Pohang se remontan a los tiempos del periodo de la cerámica Mumun (1500 al 300 a. C.). Los arqueólogos descubrieron dos pequeñas aldeas en las cercanías y los dólmenes datan de esa época. Sin demasiada relevancia histórica durante buena parte de su historia, a principios del siglo XX no era más que una villa costera que vivía de la pesca. No obstante, su situación cambió cuando en 1930 se inauguró el primer puerto moderno para intercambio comercial. Un año después recibió el estatus de localidad y en 1949 se convirtió en ciudad.
Pohang fue protagonista de un episodio histórico de la guerra de Corea. El 18 de julio de 1950, las tropas de las Naciones Unidas desembarcaron en la playa local, en lo que fue la primera operación a gran escala desde la Segunda Guerra Mundial. Como no había sido ocupada todavía por los comunistas, el ejército del sur convirtió el sitio en un puerto estratégico. Entre el 5 y el 20 de agosto del mismo año se produjo la Batalla de Pohang, dentro de la Batalla del Perímetro de Pusan, en la que las fuerzas aliadas consiguieron defender su posición. 
La población de la ciudad apenas si superaba los 50.000 habitantes a mediados de la década de 1960. A partir de 1968 vivió un gran crecimiento demográfico con la fundación de la "Compañía de Hierro y Acero de Pohang" (POSCO), una empresa estratégica para el gobierno surcoreano, que inició su producción en 1972. Actualmente, POSCO es el mayor productor de acero de la República de Corea. La economía local está basada en el sector industrial con un fuerte peso de la siderurgia, la construcción naval y la pesca.

## Clima
| Parámetros climáticos promedio de Pohang    | Parámetros climáticos promedio de Pohang | Parámetros climáticos promedio de Pohang | Parámetros climáticos promedio de Pohang | Parámetros climáticos promedio de Pohang | Parámetros climáticos promedio de Pohang | Parámetros climáticos promedio de Pohang | Parámetros climáticos promedio de Pohang | Parámetros climáticos promedio de Pohang | Parámetros climáticos promedio de Pohang | Parámetros climáticos promedio de Pohang | Parámetros climáticos promedio de Pohang | Parámetros climáticos promedio de Pohang | Parámetros climáticos promedio de Pohang |
| Mes                                         | Ene.                                     | Feb.                                     | Mar.                                     | Abr.                                     | May.                                     | Jun.                                     | Jul.                                     | Ago.                                     | Sep.                                     | Oct.                                     | Nov.                                     | Dic.                                     | Anual                                    |
| ------------------------------------------- | ---------------------------------------- | ---------------------------------------- | ---------------------------------------- | ---------------------------------------- | ---------------------------------------- | ---------------------------------------- | ---------------------------------------- | ---------------------------------------- | ---------------------------------------- | ---------------------------------------- | ---------------------------------------- | ---------------------------------------- | ---------------------------------------- |
| Temp. máx. media (°C)                       | 6.5                                      | 8.6                                      | 12.7                                     | 18.9                                     | 23.2                                     | 25.5                                     | 28.7                                     | 29.4                                     | 25.3                                     | 21.4                                     | 15.2                                     | 9.2                                      | 18.7                                     |
| Temp. media (°C)                            | 1.8                                      | 3.8                                      | 7.9                                      | 13.8                                     | 18.2                                     | 21.4                                     | 24.9                                     | 25.7                                     | 21.6                                     | 16.6                                     | 10.3                                     | 4.4                                      | 14.2                                     |
| Temp. mín. media (°C)                       | −2.0                                     | −0.3                                     | 3.7                                      | 9.2                                      | 13.8                                     | 17.9                                     | 22.0                                     | 22.9                                     | 18.4                                     | 12.5                                     | 6.1                                      | 0.4                                      | 10.4                                     |
| Precipitación total (mm)                    | 36.5                                     | 40.8                                     | 60.9                                     | 68.9                                     | 85.2                                     | 141.6                                    | 203.2                                    | 227.4                                    | 177.1                                    | 43.7                                     | 41.1                                     | 25.7                                     | 1152.0                                   |
| Días de precipitaciones (≥ 0.1 mm)          | 5.4                                      | 6.2                                      | 8.7                                      | 8.0                                      | 8.8                                      | 9.7                                      | 13.4                                     | 12.6                                     | 10.9                                     | 6.6                                      | 5.7                                      | 4.3                                      | 100.3                                    |
| Horas de sol                                | 188.7                                    | 176.4                                    | 189.9                                    | 214.0                                    | 223.9                                    | 183.7                                    | 161.1                                    | 170.3                                    | 154.5                                    | 193.7                                    | 182.8                                    | 190.4                                    | 2229.6                                   |
| Humedad relativa (%)                        | 49.1                                     | 51.8                                     | 57.0                                     | 57.9                                     | 64.6                                     | 73.9                                     | 78.7                                     | 78.8                                     | 75.9                                     | 65.5                                     | 57.6                                     | 51.0                                     | 63.5                                     |
| Fuente: Korea Meteorological Administration |                                          |                                          |                                          |                                          |                                          |                                          |                                          |                                          |                                          |                                          |                                          |                                          |                                          |